# Волдрон (Індіана)
Волдрон (англ. Waldron) — переписна місцевість (CDP) в США, в окрузі Шелбі штату Індіана. Населення — 805 осіб (2020).

## Географія
Волдрон розташований за координатами 39°27′13″ пн. ш. 85°39′47″ зх. д. / 39.45361° пн. ш. 85.66306° зх. д. (39.453551, -85.662938).  За даними Бюро перепису населення США в 2010 році переписна місцевість мала площу 3,25 км², уся площа — суходіл.

## Демографія
Згідно з переписом 2010 року, у переписній місцевості мешкали 804 особи в 287 домогосподарствах у складі 215 родин. Густота населення становила 247 осіб/км².  Було 317 помешкань (97/км²).
Расовий склад населення:
| - 98,1 % — білих - 0,1 % — азіатів |

До двох чи більше рас належало 1,0 %. Частка іспаномовних становила 1,5 % від усіх жителів.
За віковим діапазоном населення розподілялося таким чином: 22,8 % — особи молодші 18 років, 57,2 % — особи у віці 18—64 років, 20,0 % — особи у віці 65 років та старші. Медіана віку мешканця становила 43,4 року. На 100 осіб жіночої статі у переписній місцевості припадало 88,7 чоловіків;  на 100 жінок у віці від 18 років та старших — 84,8 чоловіків також старших 18 років.
Середній дохід на одне домашнє господарство  становив 62 142 долари США (медіана — 62 321), а середній дохід на одну сім'ю — 68 088 доларів (медіана — 66 964). Медіана доходів становила 54 833 долари для чоловіків та 25 750 доларів для жінок. За межею бідності перебувало 7,2 % осіб, у тому числі 8,5 % дітей у віці до 18 років та 0,0 % осіб у віці 65 років та старших.
Цивільне працевлаштоване населення становило 259 осіб. Основні галузі зайнятості: освіта, охорона здоров'я та соціальна допомога — 20,5 %, публічна адміністрація — 12,7 %, роздрібна торгівля — 11,6 %.